# 張世澤
张世泽（?—?），山东东阿县（今聊城市东阿县）人。清朝将领。同武进士出身。
嘉庆四年（1799年），张世泽中式己未科三甲武进士，以守备用。后来曾官直隶开州协副将。 